# プルシャ (オウム真理教)
プルシャとは、日本のカルト宗教であるオウム真理教のバッジである。オウム真理教の紋章などが刻まれたバッジで、「神秘のセラミックハーン」なる材質でできているという。麻原彰晃が二日がかりで精魂込めて「修法」したものとされ、当初は極限られた者にしか配付されなかった。
ところが坂本堤弁護士一家殺害事件において、実行犯の中川智正はプルシャを遺留品として残すという重大なミスを犯してしまった。そのためオウム真理教は事件直後からプルシャの大量生産を始め、サマナのみならず外部の人間にまで配るようになった。つまり「これは実行犯の遺留品ではない。坂本堤弁護士が裁判の資料としてプルシャを持っていたにすぎない」ということにしようと取り繕ったのである。

## 参考資料
- 東京キララ社編集部編『オウム真理教大辞典』ISBN 4380032094